# Дом народной милиции
Дом народной милиции (также «красный дом») — историческое здание начала XX века в Минске, памятник архитектуры и истории (номер 713Г000113). Расположено по адресу: улица Карла Маркса, дом 5, на углу с улицей Володарского, дом 20.

## История
Здание построено в начале XX века. В нём размещалась городское полицейское управление, розыскное отделение и другие организации. После Февральской революции и начавшегося в городе восстания рабочих, в марте 1917 года, здание заняла народная милиция, созданная М. В. Фрунзе. С этого времени здание известно как «дом народной милиции». В 1947 году на доме открыта мемориальная доска в память об этих событиях. Сейчас в здании располагаются подразделения Комитета государственного контроля Республики Беларусь.

## Архитектура
Трёхэтажное здание построено из неоштукатуренного кирпича. Оно имеет в плане Г-образную форму со срезанным углом, где размещается вход. На высоте второго этажа на углу находится эркер, который поддерживают консоли. На третьем этаже эркер завершается балконом. Такие же балконы есть на 2-м и 3-м этажах. Со стороны улицы Володарского ранее была проездная арка, которая вела во двор. Оконные проёмы имеют различную форму: на первом этаже — прямоугольные, на втором — полуциркульные, на третьем — лучковые. Здание украшает декор из кирпичной кладки: пилястры, ниши, карнизы, сандрики. Внутри здание имеет коридорную планировку с большим вестибюлем напротив главного входа.